# Sheldon Bateau
Sheldon Bateau (Port of Spain, 29 gennaio 1991) è un calciatore trinidadiano, difensore dello SK Beveren e della nazionale trinidadiana.

## Palmarès

### Club

#### Competizioni nazionali
- Coppa di Trinidad e Tobago: 1

San Juan Jabloteh: 2010-2011